# بزووا
بزووا (به چکی: Bzová) یک منطقهٔ مسکونی در جمهوری چک است که در ناحیه بروون واقع شده‌است. بزووا ۱۱٫۲ کیلومتر مربع مساحت و ۴۵۰ نفر جمعیت دارد و ۳۹۸ متر بالاتر از سطح دریا واقع شده‌است.